# 이치다촌 (사이타마현)
이치다촌(市田村)은 사이타마현 오사토군에 있던 촌이다. 현재의 구마가야시 남부에 해당한다.
1955년 요시미촌과 합병해 오사토촌이 되어 소멸되었다

## 역사
- 1889년 4월 1일 정촌제 시행에 수반해 오사토군 이치다촌이 성립하였다.
- 1938년 9월 1일 - 태풍으로 인한 아라카와 강의 범람으로 대규모 수해가 발생하여 제방을 뚫고 시타마치 마을 지역에 큰 피해를 입혔다.
- 1955년 1월 1일 - 요시미촌과 합병해, 오사토촌이 되어 오아자 오사토촌 이치다로 계승되었다.

## 참고문헌
- 「角川日本地名大辞典」編纂委員会『角川日本地名大辞典 11 埼玉県』角川書店、1980年7月8日。ISBN 4040011104。